# Skorpió
Skorpió – węgierska grupa rockowa, założona w lipcu 1973 r. przez Károlya Frenreisza (gitara basowa, sax, wokal), byłego członka zespołu Locomotiv GT wraz z muzykami zespołów węgierskich Hungária i Mini.

## Dyskografia
- A rohanás (1974) wydany na „Lp” i „CD”
- Ünnepnap (1976) wydany na „Lp” i „CD”
- Kelj fel! (1977) wydany na „Lp”
- Gyere velem! (1978) wydany na „Lp”
- The Run (1978) wersja angielska, album nagrany w Szwecji (wytwórnia Habima), wydany na „Lp”
- Új! Skorpió (1980) wydany na „Lp”
- Zene tíz húrra és egy dobosra (1981) wydany na „Lp”
- Aranyalbum 1973–1983 (1983) album kompilacyjny - składanka, wydany na „Lp”
- Azt beszéli már az egész város (1985) wydany na „Lp”
- A show megy tovább (1993) wydany na „CD”
- Skorpió ’73-’93 (1993) album kompilacyjny - składanka, wydany na „CD”